# Korrespondentreeder
Der Korrespondentreeder war der von den Gesellschaftern einer Partenreederei  durch Mehrheitsbeschluss (bei Bevollmächtigung eines Mitreeders) oder durch Einstimmigkeitsbeschluss (bei Bevollmächtigung eines externen Dritten) bestimmte Vertreter für die Übernahme des Reedereibetriebs. Für das bis 24. April 2013 geltende deutsche Seehandelsrecht vgl. § 492 HGB a.F.:
Der Korrespondentreeder wird auch als Schiffsdirektor oder Schiffsdisponent bezeichnet. Gegenüber Dritten ist der Korrespondentreeder befugt alle Geschäfte und Rechtshandlungen vorzunehmen, die der Reedereibetrieb gewöhnlich mit sich bringt; d. h., er vertritt die Reederei gerichtlich und außergerichtlich § 493 HGB a.F.
Rechtshandlungen vorzunehmen, die der Geschäftsbetrieb einer Reederei gewöhnlich mit sich bringt.
(2) Diese Befugnis erstreckt sich insbesondere auf die Ausrüstung, die Erhaltung und die Verfrachtung des Schiffes, auf die Versicherung der Fracht, der Ausrüstungskosten und der Havereigelder sowie auf die mit dem gewöhnlichen Geschäftsbetrieb verbundene Empfangnahme von Geld.
(3) Der Korrespondentreeder ist in demselben Umfang befugt, die Reederei vor Gericht zu vertreten.
(4) Er ist befugt, den Kapitän anzustellen und zu entlassen; der Kapitän hat sich nur an dessen Anweisungen und nicht auch an die etwaigen Anweisungen der einzelnen Mitreeder zu halten.
Vom Korrespondentreeder zu unterscheiden ist der Korrespondenzmakler oder auch Vertrauensmakler, dem von der Partenreederei bzw. ihrem Korrespondentreeder die Befrachtung des Schiffes anvertraut wird.